# 新竹市立數位實驗高級中等學校
新竹市立數位實驗高級中等學校，新竹市立數位實中，為一所位於台灣新竹市香山區的市立實驗高級中等學校，校址設於新竹市立虎林國民中學，並以虎林國中專科大樓作為授課地點。2025年9月正式開學。

## 籌備階段
2025年辦理的甄試公開甄選國文、英文、化學、輔導、資訊科技、歷史、數學、體育等八科的教師。招生部分開放會考成績A以上的學生申請入學。